# チルムシン
チルムシン(지름신)とは、大韓民国のインターネットスラング。「消費欲をあおる神」の意味。

## あらすじ
この言葉は「突く」「差す」「叫ぶ」「賭ける」を意味する動詞「チルダ」(지르다)と「神」を意味する名詞「シン」(신)が結合したものである。この言葉で「チルダ」は、「賭ける」の意味から拡張した「無駄遣いする」の意味で使用されている。
お金を節約すべき時に手に入れたいものができて誘惑されるのが、まるで本人の意思ではなく、拒否することのできない強力な力に繰られたように感じられることから、「神」の存在を設定するという発想が出たとされる。
最近には韓国のマスコミでも多く使われている。

## 使用例
- 지름신의 유혹에 이기지 못하고 ~~를 질러 버렸다.
  - 訳: チルムシンの誘惑に耐えられず～～を買ってしまった。